# HAT-P-8
HAT-P-8 — звезда в созвездии Пегаса на расстоянии около 750 световых лет от нас. Вокруг звезды обращается, как минимум, одна планета.

## Характеристики
HAT-P-8 принадлежит к классу F и представляет собой карлик главной последовательности. Её масса и диаметр равны 1,28 и 1,58 солнечных соответственно. Возраст HAT-P-8 оценивается в 3,4±1,0 миллиардов лет. Звезда получила своё наименование в честь системы телескопов HATNet, с помощью которой у неё был открыт планетарный компаньон.

## Планетная система
В 2008 году группой астрономов, работающих в рамках программы HATNet, было объявлено об открытии планеты HAT-P-8 b в данной системе. Это короткопериодичный газовый гигант с чрезвычайно разогретой атмосферой. Полный оборот вокруг родительской звезды планета совершает всего за 3 суток. Открытие было совершено с помощью транзитного метода.